# Billaea fasciata
Billaea fasciata är en tvåvingeart som först beskrevs av Townsend 1928.  Billaea fasciata ingår i släktet Billaea och familjen parasitflugor. Inga underarter finns listade i Catalogue of Life.